# Фудзімура Аюмі
Фудзімура Аюмі (яп. 藤村歩, Fujimura Ayumi, нар. 3 вересня 1982, Токіо Японія) — японська сейю. З 1 квітня 2019 року вона взяла паузу у кар'єрі.

## Біографія
Працює в озвученні таких жанрів, як комедія, аніме, мультфільм. Усього озвучила більш ніж 62 стрічки, з 1996 року по 2013 рік.

## Ролі

### Аніме-фільми
- Kara no Kyōkai — Адзака Кокуто (перший, п'ятий, шостий та сьомий фільми)
- Наруто 4

### Аніме-серіали
- Bakuman
- Kaichou wa Maid-sama!
- Natsume Yūjin-chō
- Blue Exorcist
- Nodame Cantabile
- Psychic Detective Yakumo